# Burnupena tigrina
Burnupena tigrina is een slakkensoort uit de familie van de Buccinidae. De wetenschappelijke naam van de soort is voor het eerst geldig gepubliceerd in 1834 door Kiener.